# Coupe européenne des nations FIRA de rugby à XV 1970-1971
Navigation
Coupe européenne des nations FIRA 1969-1970 Coupe européenne des nations FIRA 1971-1972
La Coupe européenne des nations FIRA 1970-1971 est une compétition qui réunit les nations de la FIRA–AER qui ne participent pas au Tournoi des Cinq Nations, mais en présence des équipes de France B et du Maroc.
L'Italie est reléguée en division B et la Tchécoslovaquie est promue en division A.

## Équipes participantes
Division A
- France A
- Italie
- Roumanie
- Maroc

| Division B1 - Tchécoslovaquie - Yougoslavie | Division B2 - Espagne - Portugal |

## Division A

### Classement
| Rang | Pays     | J | V | N | D | Pm | Pe | Diff | Pts |
| ---- | -------- | - | - | - | - | -- | -- | ---- | --- |
| 1    | France A | 3 | 3 | 0 | 0 | 57 | 19 | +38  | 9   |
| 2    | Roumanie | 3 | 2 | 0 | 1 | 60 | 20 | +40  | 7   |
| 3    | Maroc    | 3 | 1 | 0 | 2 | 11 | 37 | -26  | 5   |
| 4    | Italie   | 3 | 0 | 0 | 3 | 25 | 77 | -52  | 3   |

### Matchs joués
| 29 novembre 1970 | Roumanie | 3 – 14 (3 – 6) | France B | Bucarest 12 000 spectateurs Arbitre : G. Lamb |
| 29 novembre 1970 |          |                |          | Bucarest 12 000 spectateurs Arbitre : G. Lamb |
| 29 novembre 1970 |          |                |          | Bucarest 12 000 spectateurs Arbitre : G. Lamb |

| 20 décembre 1970 | Maroc | 3 – 6 | France B | Casablanca |
| 20 décembre 1970 |       |       |          | Casablanca |
| 20 décembre 1970 |       |       |          | Casablanca |

| 21 février 1971 | Italie                       | 6 – 8 (3 – 3) | Maroc                              | Naples Arbitre : Witting |
| 21 février 1971 | Essai(s) : 1 Pénalité(s) : 1 |               | Essai(s) : 2 Transformation(s) : 1 | Naples Arbitre : Witting |
| 21 février 1971 |                              |               |                                    | Naples Arbitre : Witting |

| 28 février 1971 | France B                                           | 37 – 13 (24 – 0) | Italie                                         | Nice Arbitre : Jones |
| 28 février 1971 | Essai(s) : 7 Transformation(s) : 5 Pénalité(s) : 2 |                  | Essai(s) : 2 Transformation(s) : 2 Drop(s) : 1 | Nice Arbitre : Jones |
| 28 février 1971 |                                                    |                  |                                                | Nice Arbitre : Jones |

| 11 avril 1971 | Roumanie                                       | 32 – 6 (11 – 3) | Italie          | Bucarest 3 000 spectateurs Arbitre : M. Dubernet |
| 11 avril 1971 | Essai(s) : 7 Transformation(s) : 4 Drop(s) : 1 |                 | Pénalité(s) : 2 | Bucarest 3 000 spectateurs Arbitre : M. Dubernet |
| 11 avril 1971 |                                                |                 |                 | Bucarest 3 000 spectateurs Arbitre : M. Dubernet |

| 9 mai 1971 | Maroc | 0 – 25 (0 – 8) | Roumanie | Casablanca 3 000 spectateurs Arbitre : Sacristan |
| 9 mai 1971 |       |                |          | Casablanca 3 000 spectateurs Arbitre : Sacristan |
| 9 mai 1971 |       |                |          | Casablanca 3 000 spectateurs Arbitre : Sacristan |

## Division B

### Poule 1

#### Classement
| Rang | Pays            | J | V | N | D | Pm | Pe | Diff | Pts |
| ---- | --------------- | - | - | - | - | -- | -- | ---- | --- |
| 1    | Tchécoslovaquie | 2 | 2 | 0 | 0 | 28 | 3  | +25  | 6   |
| 2    | Yougoslavie     | 2 | 0 | 0 | 2 | 3  | 28 | -25  | 2   |

#### Matchs joués
| 24 octobre 1970 | Tchécoslovaquie | 19 – 3 | Yougoslavie | Havířov |
| 24 octobre 1970 |                 |        |             | Havířov |
| 24 octobre 1970 |                 |        |             | Havířov |

| 29 octobre 1970 | Yougoslavie | 0 – 9 | Tchécoslovaquie | Zagreb |
| 29 octobre 1970 |             |       |                 | Zagreb |
| 29 octobre 1970 |             |       |                 | Zagreb |

### Poule 2

#### Classement
| Rang | Pays     | J | V | N | D | Pm | Pe | Diff | Pts |
| ---- | -------- | - | - | - | - | -- | -- | ---- | --- |
| 1    | Espagne  | 2 | 2 | 0 | 0 | 23 | 0  | +23  | 6   |
| 2    | Portugal | 2 | 0 | 0 | 2 | 0  | 23 | -23  | 2   |

#### Matchs joués
| 20 décembre 1970 | Espagne | 17 – 0 | Portugal | Madrid |
| 20 décembre 1970 |         |        |          | Madrid |
| 20 décembre 1970 |         |        |          | Madrid |

| 21 janvier 1971 | Portugal | 0 – 6 | Espagne | Lisbonne |
| 21 janvier 1971 |          |       |         | Lisbonne |
| 21 janvier 1971 |          |       |         | Lisbonne |

Nota : le Portugal perd le match retour par forfait.

### Poule finale

#### Classement
| Rang | Pays            | J | V | N | D | Pm | Pe | Diff | Pts |
| ---- | --------------- | - | - | - | - | -- | -- | ---- | --- |
| 1    | Tchécoslovaquie | 2 | 2 | 0 | 0 | 37 | 18 | +19  | 6   |
| 2    | Espagne         | 2 | 1 | 0 | 1 | 50 | 12 | +38  | 4   |
| 3    | Belgique        | 2 | 0 | 0 | 2 | 12 | 69 | -57  | 2   |

#### Matchs joués
| 18 avril 1971 | Belgique | 0 – 44 | Espagne | La Louvière |
| 18 avril 1971 |          |        |         | La Louvière |
| 18 avril 1971 |          |        |         | La Louvière |

| 25 avril 1971 | Espagne | 6 – 12 | Tchécoslovaquie | Madrid |
| 25 avril 1971 |         |        |                 | Madrid |
| 25 avril 1971 |         |        |                 | Madrid |

| 8 mai 1971 | Tchécoslovaquie | 25 – 12 | Belgique | Říčany (Brno) |
| 8 mai 1971 |                 |         |          | Říčany (Brno) |
| 8 mai 1971 |                 |         |          | Říčany (Brno) |